# Zac Efron
Zachary David Alexander "Zac" Efron, född 18 oktober 1987 i San Luis Obispo i Kalifornien, är en amerikansk skådespelare och sångare. Han inledde sin skådespelarkarriär i början av 2000-talet, och blev känd som tonårsidol efter sina huvudroller i High School Musical, Summerland och Hairspray. Efron har sedan medverkat i filmerna 17 Again, Me and Orson Welles, Charlie St. Cloud, New Year's Eve, The Lucky One, That Awkward Moment , Bad Neighbours, "We are your friends" , Dirty Grandpa, Bad Neighbours 2, Baywatch och The Greatest Showman.

## Biografi
Efron föddes i San Luis Obispo, Kalifornien, och flyttade senare till Arroyo Grande, Kalifornien. Hans far, David Efron, är en ingenjör på ett kraftverk, och hans mor, Starla Baskett, är en före detta sekreterare som arbetade på samma kärnkraftverk. Efron har en yngre bror, Dylan.
Efrons far uppmuntrade honom att börja med teater när han var elva efter att ha hört sin son sjunga i bilen. Därefter medverkade han i teateruppsättningar på sin skola, arbetade på en teater kallad The Great American Melodrama and Vaudeville och började ta sånglektioner. Efron har varit med i uppsättningar så som Gypsy, Peter Pan, Little Shop of Horrors och The Music Man.

## Karriär
Efron inledde sin karriär under det tidiga 2000-talet med Warner Bros-serien Summerland, men han är mest känd för sin roll som Troy Bolton i High School Musical. Uppföljaren High School Musical 2 kom under 2007 på Disney Channel. High School Musical 3 gick raka vägen upp på biotoppen under hösten 2008. 
Efron spelade Link Larkin i musikalfilmen Hairspray. Under 2008 spelade han in filmen Me and Orson Welles där han spelar Richard Samuels. I filmen spelar också bland annat Clare Danes och Christian McKay. Filmen hade premiär 2009 men visades även på en del screenings under 2008.
2009 syntes han i filmen 17 again. Där delar han karaktär med Matthew Perry. Perry gestaltar den vuxne Mike O'Donell och Efron spelar Mike i 17-årsåldern. Filmen kan jämföras med Tom Hanks film Big, fast omvänt. 2009 filmades Charlie St. Cloud i Vancouver, Kanada. Efron spelar huvudkaraktären Charlie St. Cloud. Filmen hade amerikansk premiär 30 juli 2010; den kom dock aldrig ut på bio i Sverige.
Han har varit med i ett avsnitt av serien CSI: Miami och även i ett avsnitt av Cityakuten. Efron medverkar i filmen The Lucky One (2012) där han spelar Logan Thibault.

## Familj
Efron hade under fem års tid, fram till 2010, ett förhållande med Vanessa Hudgens.

## Filmografi
| År   | Film/TV                                         | Roll                      | Övrigt             |
| ---- | ----------------------------------------------- | ------------------------- | ------------------ |
| 2002 | Firefly                                         | Ung Simon Tam             |                    |
| 2003 | Melinda's World                                 | Stuart Wasser             |                    |
| 2003 | The Guardian                                    | Luke Tomello              |                    |
| 2003 | Cityakuten                                      | Bobby Neville             | TV-serie, Gäst     |
| 2003 | The Big Wide World of Carl Laemke               | Pete Laemke               |                    |
| 2004 | Miracle Run                                     | Steven Morgan             |                    |
| 2004 | Room Raiders                                    | Sig själv                 | TV-serie, Gäst     |
| 2004 | Triple Play                                     | Harry Fuller              |                    |
| 2005 | Sick Inside av Hope Partlow - musikvideo        | Love Interest             |                    |
| 2005 | Summerland                                      | Cameron Bale              | TV-serie           |
| 2005 | CSI: Miami                                      | Seth Dawson               |                    |
| 2005 | The Replacements                                | Davey Hunkerhoff          |                    |
| 2006 | If You Lived Here, You'd be Home Now            | Cody                      |                    |
| 2006 | Heist                                           | Pizza Delivery Guy        |                    |
| 2006 | The Suite Life of Zack & Cody                   | Trevor                    |                    |
| 2006 | High School Musical                             | Troy Bolton               |                    |
| 2006 | NCIS                                            | Danny                     |                    |
| 2006 | The Derby Stallion                              | Patrick McCardle          |                    |
| 2007 | Punk'd                                          | Sig själv                 | med Ashley Tisdale |
| 2007 | Hairspray                                       | Link Larkin               |                    |
| 2007 | High School Musical 2: Sing It All or Nothing'! | Troy Bolton               |                    |
| 2008 | High School Musical 3: Sista året               | Troy Bolton               |                    |
| 2009 | 17 again                                        | Mike O'Donnell (tonåring) |                    |
| 2009 | Entourage                                       | Sig själv                 | TV-serie           |
| 2009 | Me and Orson Welles                             | Richard Samuels           |                    |
| 2010 | Charlie St.Cloud                                | Charlie St. Cloud         |                    |
| 2011 | New Year's Eve                                  | Paul                      |                    |
| 2012 | The Lucky One                                   | Logan Thibault            |                    |
| 2012 | The Paperboy                                    | Jack Jansen               |                    |
| 2013 | At Any Price                                    | Dean Whipple              |                    |
| 2014 | That Awkward Moment                             | Jason                     |                    |
| 2014 | Bad Neighbours                                  | Teddy Sanders             |                    |
| 2015 | We Are Your Friends                             | Cole                      |                    |
| 2016 | Dirty Grandpa                                   | Jason                     |                    |
| 2016 | Bad Neighbours 2                                | Teddy Sanders             |                    |
| 2016 | Mike and Dave Need Wedding Dates                | Dave Stangle              |                    |
| 2017 | Baywatch                                        | Matt Brody                |                    |
| 2017 | The Disaster Artist                             | Dan Janjigian / "Chris-R" |                    |
| 2017 | The Greatest Showman                            | Phillip Carlyle           |                    |
| 2019 | Extremely Wicked, Shockingly Evil and Vile      | Ted Bundy                 |                    |
| 2022 | Eldfödd                                         | Andrew "Andy" McGee       |                    |